# Luis Eduardo Moreno
Luis Eduardo Moreno Moreno (Pereira, 28 de octubre de 1934-Bogotá, 9 de mayo de 1996) fue un maestro y pastor colombiano, cofundador y primer Líder Mundial de la Iglesia Ministerial. En sus tres décadas de liderazgo extendió la IDMJ por Colombia y fue el precursor del proceso de internacionalización.
Esposo de la maestra colombiana María Luisa Piraquive, padre de la ex-senadora y diplomática colombiana Alexandra Moreno Piraquive y de la diaconisa y médica Perla Moreno Piraquive, abuelo de la modelo, cantautora y cineasta Lisa Marie Wills Moreno. En su honor, en 2024 el partido MIRA creó el Centro de Pensamiento Luis Eduardo Moreno (CEPLEM).

## Biografía
De padres campesinos, Luis Eduardo Moreno nació en Pereira, capital del departamento de Risaralda. En 1939, a sus 5 años, su madre se radicó con él en el departamento del Tolima gradúandose de bachiller técnico industrial experto en fundición, en la Escuela Superior de Artes y Oficios del colegio público Jorge Eliecer Gaitán Ayala, en el municipio del Líbano - Tolima en 1953; y se desempeñó como docente. Su familia era de creencias católicas, sin embargo, siendo un adulto joven, en compañía de su madre, comenzó a asistir a varias denominaciones pentecostales, llegó a ser pastor evangélico en algunas denominaciones, entre ellas la Iglesia Evangélica Pentecostal (se dividiría en Iglesia Pentecostal Unida de Colombia e Iglesia Pentecostés Unida Internacional de Colombia); en las cuales tuvo desacuerdos con sus dirigentes. En el año 1965 conoció a María Luisa Piraquive con la que se casó un año después. Varios años estuvo retirado de todas las denominaciones, y dedicado a los negocios.

### Iglesia Ministerial
En 1972 fundó junto con su esposa, su mamá, y los esposos Bernate, la Iglesia de Dios Ministerial de Jesucristo. 
El pastor Moreno predicó la manifestación de los dones del Espíritu Santo en el marco del pentecostalismo desde el fundamentalismo cristiano. 
Lideró la Iglesia Ministerial hasta su fallecimiento en 1996, fue reemplazado en la Iglesia Ministerial por su esposa María Luisa en las labores de Líder Mundial, como Pastor General por el abogado Carlos Alberto Baena, como Administrador Mundial por el ingeniero César Eduardo Moreno, y como Evangelista y Visitador Internacional por el pastor Darío Falcón Miranda.

### Fallecimiento y legado
Falleció de un ataque al corazón en Bogotá, al medio día del 9 de mayo de 1996. A raíz de su destacada labor evangelizadora con la que dejó establecida la Iglesia Ministerial; en 2022 la Fundación Internacional María Luisa de Moreno inició un proceso de remodelación y equipamiento de la Institución Educativa Técnica Jorge Eliécer Gaitán donde Moreno se graduó de bachiller en 1953, y en su honor, en 2024 el partido MIRA creó el Centro de Pensamiento Luis Eduardo Moreno (CEPLEM); así mismo en el himno de dicha organización política, entonan que él y su esposa son su baluarte y ejemplo a seguir.